# Kurîlivka, Kaniv
Kurîlivka (în ucraineană Курилівка) este o comună în raionul Kaniv, regiunea Cerkasî, Ucraina, formată numai din satul de reședință.

## Demografie
Componența lingvistică a comunei Kurîlivka
     Ucraineană (98,11%)
     Rusă (1,89%)
Conform recensământului din 2001, majoritatea populației comunei Kurîlivka era vorbitoare de ucraineană (98,11%), existând în minoritate și vorbitori de rusă (1,89%).